# Otis Pike
Otis Grey Pike (Riverhead, 31 agosto 1921 – Vero Beach, 20 gennaio 2014) è stato un politico statunitense,  membro del Partito Democratico.

## Biografia
Laureato a Princeton nel 1946 e alla Columbia Law School nel 1948, lavora come giudice di pace dal 1954 al 1960. Eletto deputato al Congresso in rappresentanza del primo distretto di New York nel 1961, rimase in carica fino al 3 gennaio 1979; da quell'anno, fino al 1999, lavorò come opinionista per il Newhouse Newspapers.

### Commissione di inchiesta della Camera
Diventa popolare a metà degli anni Settanta quando viene messo a capo di una commissione d'inchiesta chiamata ad investigare sull'operato della CIA negli ultimi 25 anni. Il rapporto finale viene bloccato dal Congresso, ma è comunque reso pubblico dalla rivista The Village Voice. La motivazione di tale censura va probabilmente ricercata nelle informazioni segrete e nei retroscena che vengono svelati in tale relazione.
Per quanto riguarda l'Italia, per esempio, viene riportata una lista di nomi di persone (politici, militari, banchieri, ecc.) che avrebbero ricevuto compensi dalla CIA per effettuare attività anti-comuniste in Italia.